# 3022-es busz
A 3022-es jelzésű regionális autóbuszvonal Salgótarján, Cered és Istenmezeje között húzódik, amelyet a MÁV Személyszállítási Zrt. üzemeltet.

## Útvonala
Az autóbuszvonal Nógrád vármegye megyeszékhelyét és a tőle 35 kilométerre fekvő Heves vármegyei községet, Salgótarjánt és Istenmezejét köti össze, útvonalára fűzve Salgótarján több településrészét, valamint Ceredet, Zabart és Szilaspogonyt.
Az autóbuszjáratok minden állomáson és megállóhelyen megállnak, teljes hosszában négy- és ötszámjegyű közutakon közlekednek. Salgótarjánon belül az összes járat az Óbudai Egyetem salgótarjáni egységétől (korábban Volán-telep) indul. Érintésébe veszik az egykori községet, Zagyvarónát, mely napjainkban a megyeszékhelyhez tartozik.
A ceredi iskolához csak tanítási napokon tesz kitérést autóbusz (az ide betérő autóbuszok helyhiány miatt csak a falu vége után a szlovák államhatárt elhagyva, Tajti külterületén, a kishatár-átkelőhelyen tudnak visszafordulni). Zabar belterületét, valamint Szilaspogonyt és Tótújfalupusztát az összes járat érinti. 
Végállomásuk a hevesi Istenmezeje központja.

## Közlekedése

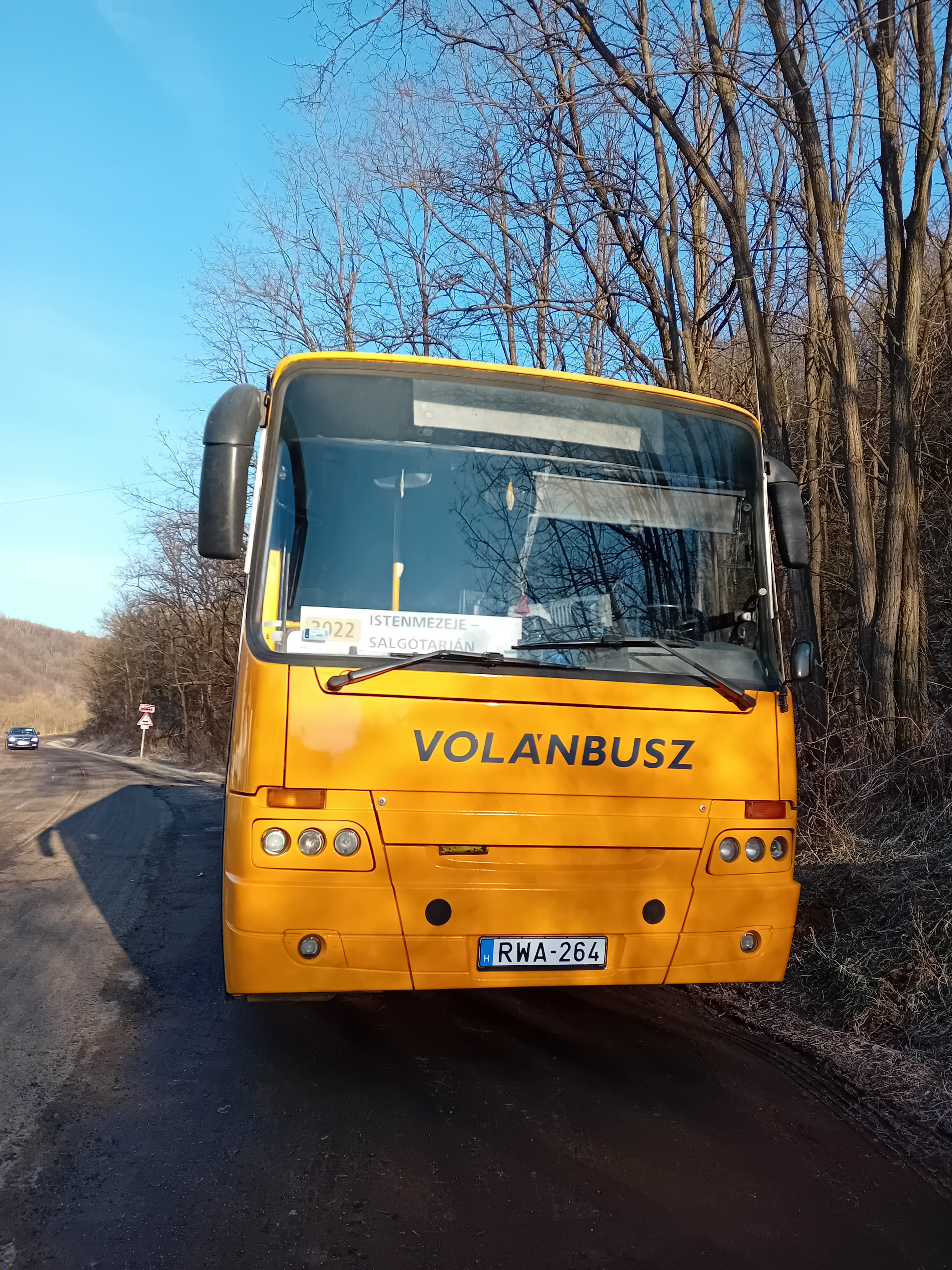
Istenmezején pihenőn a Classic Ikarus

Az autóbuszjáratok a hét minden napján közlekednek, műszakváltások idejében. A 3015-ös buszokkal Szilaspogonyig karöltve biztosítják számos település tömegközlekedését vasút hiányában, Istenmezeje autóbuszközlekedése Pétervására felől Eger felé a sűrűbb.
| Viszonylat                                         | Indításszám | Közlekedési rend          |
| -------------------------------------------------- | ----------- | ------------------------- |
| Salgótarján, Óbudai Egyetem – Cered, Fő tér        | 1 pár       | tanszünetben munkanaponta |
| Salgótarján, Óbudai Egyetem – Istenmezeje, központ | 3 pár       | naponta                   |

### Járművek
Az autóbuszvonalon kizárólag szóló autóbuszok közlekednek, melyek legtöbbje Credo Econell 12 és Credo IC 12 típusú járművekből áll. Egy időben Classic Ikarusok is ingáztak a viszonylaton.

## Megállóhelyei
| 0                                        | Salgótarján, Óbudai Egyetem végállomás   | 0.0 km  | 1A, 3, 4A, 7A, 7C, 9, 11Y, 13, 19, 36, 63, 63S 1305, 1349, 1351, 1384 3015, 3045, 3051, 3052, 3055, 3056, 3058, 3060, 3061, 3062, 3065, 3066, 3067, 3070, 3072, 3075, 3080, 3081, 3082                                                                               |
| 1                                        | Salgótarján, SVT-Wamsler                 | 1.6 km  | 1, 1A, 2A, 2C, 2T, 3C, 5, 6, 7, 7A, 7B, 7C, 8, 9, 11, 11A, 11B, 13, 14, 19, 27A, 36, 46, 58, 63, 63S 1305, 1349, 1351, 1384 3015, 3045, 3051, 3052, 3055, 3056, 3058, 3060, 3061, 3062, 3065, 3066, 3067, 3070, 3072, 3075, 3080, 3081, 3082                         |
| 2                                        | Salgótarján, autóbusz-állomás            | 3.1 km  | 361, 3015, 3024, 3030, 3034, 3044, 3045, 3051, 3052, 3055, 3056, 3058, 3060, 3061, 3062, 3064, 3065, 3066, 3070, 3072, 3075, 3080, 3081, 3082, 3084, 3090, 3092, 3093, 3094 1010, 1012, 1020, 1021, 1301, 1302, 1305, 1347, 1349, 1351, 1352, 1354, 1384, 1447, 1448 |
| 3                                        | Salgótarján, Salgó út                    | 4.1 km  | 1, 1A, 13, 14, 61 1347, 1349, 1352 3015, 3024, 3030, 3034 |
| 4                                        | Salgótarján, Kohász Művelődési Központ   | 4.8 km  | 1, 1A, 13, 14, 61 1347, 1349, 1352 3015, 3024, 3030, 3034 |
| 5                                        | Salgótarján, Salgói kapu                 | 5.5 km  | 1, 1A, 13, 14, 61 3015, 3024, 3030, 3034 |
| 6                                        | Salgótarján, Újtemető                    | 6.4 km  | 1, 1A, 13, 14, 61 3015, 3024, 3030, 3034 |
| 7                                        | Salgótarján, Pintértelep                 | 7.1 km  | 1, 1A, 13, 14, 61 1347, 1349, 1352 3015, 3024, 3030, 3034 |
| 8                                        | Salgótarján, erőmű                       | 8.5 km  | 1, 1A, 13, 14, 61 3015 |
| 9                                        | Salgótarján, zagyvarónai elágazás        | 8.9 km  | 1, 1A, 13, 14, 61 3015 |
| 10                                       | Salgótarján (Zagyvaróna), alsó           | 12.6 km | 3015 |
| 11                                       | Salgótarján, Rónarész                    | 12.9 km | 3015 |
| 12                                       | Salgótarján (Zagyvaróna), telep          | 13.8 km | 3015 |
| 13                                       | Salgótarján, szilváskői elágazás         | 14.4 km | 3015 |
| 14                                       | Cered, Jókai út                          | 22.2 km | 909 3015 |
| 15                                       | Cered, Fő tér vonalközi végállomás       | 22.7 km | 909 3015 |
| Tanítási naponta 1 járat által érintett. |                                          |         | |
| ∫                                        | Cered, iskola                            | ∫       | 909 3015 |
| 15                                       | Cered, Fő tér vonalközi végállomás       | 22.7 km | 909 3015 |
| 16                                       | Cered, Petőfi út 44.                     | 23.4 km | 3015 |
| 17                                       | Cered, major                             | 24.1 km | 3015 |
| 18                                       | Cered, Füzespuszta                       | 25.1 km | 3015 |
| 19                                       | Zabar, Szőlőalj                          | 28.6 km | 3015 |
| 20                                       | Zabar, külső                             | 29.2 km | 3015 |
| 21                                       | Zabar, központ                           | 30.5 km | 3015 |
| 22                                       | Zabar, külső                             | 31.8 km | 3015 |
| 23                                       | Zabar, szilaspogonyi elágazás            | 33.0 km | 3015 |
| 24                                       | Szilaspogony, alsó                       | 35.1 km | 3015 |
| 25                                       | Szilaspogony, felső                      | 35.8 km | 3015 |
| 26                                       | Cered, Hármaskútpuszta                   | 36.6 km | 3015 |
| 27                                       | Cered, Sótértanya                        | 37.3 km | 3015 |
| 28                                       | Cered, Tótújfalupuszta                   | 37.9 km | 3015 |
| 29                                       | Cered, Sótértanya                        | 38.5 km | 3015 |
| 30                                       | Cered, Hármaskútpuszta                   | 39.2 km | 3015 |
| 31                                       | Szilaspogony, felső                      | 40.0 km | 3015 |
| 32                                       | Szilaspogony, alsó                       | 40.7 km | 3015 |
| 33                                       | Zabar, szilaspogonyi elágazás            | 42.8 km | 3015 |
| 34                                       | Istenmezeje (Szederkénypuszta), italbolt | 43.5 km | 3015, 3478, 3479, 3482, 3483 |
| 35                                       | Istenmezeje (Szederkénypuszta), alsó     | 43.9 km | 3478, 3479, 3482, 3483 |
| 36                                       | Istenmezeje, Szárazág                    | 46.7 km | 3478, 3479, 3482, 3483 |
| 37                                       | Istenmezeje, központ végállomás          | 48.2 km | 3478, 3479, 3482, 3483 |